# سسک بیشه سایه
سسک بیشه سایه (نام علمی: Cettia parens) نام یک گونه از سرده سسک‌های بیشه نمادین است.